# Иоанн Китрский
Епископ Иоанн Ки́трский или Иоанн Китро́шский или Иоанн Китро́жский  (ср.-греч. Ἰωάννης Κίτρου; XII век — начало XIII века) — византийский учёный, писатель, канонист.
Биографических сведений о Иоанне почти  не сохранилось. Иоанн был современником Феодора Вальсамона. Он был епископом Китрским с 1198 по 1204 год. В 1204 году он был изгнан с кафедры латинянами. Иоанн автор сочинения ср.-греч. «Ἀποκρίσεις πρὸς Κωνσταντῖνον ἀρχιεπίσκοπον Δυρραχίου τὸν Καβάσιλαν» («Ответы Константину, архиепископу Диррахийскому, Кавасиле»). С этим названием сочинение издано в Греческой патрологии и в Афинской синтагме. Первое печатное издание этого сочинения осуществлено в 1573 года в сборнике Бонефидия (Бонфуа)  (лат. Bonefidio) «Basilica Juris orientalis libri 3». Это сочинение было очень рано переведено на церковнославянский язык и вошло в состав рукописной Кормчей, в 1650 году сочинение издано как 59 глава в Иосифской Кормчей, под названием «отвѣты ιоанна священнѣйшаго епископа китрошскаго къ священнѣйшему епископу драчьскому кавасилѣ». Автором этого сочинение одно время, в конце XIX века считали не Иоанна, а Димитрия Хоматиана, например об этом писал Павлов; в настоящее время мнение изменилось, автором сочинения считают Иоанна Китрского. На ответы Иоанна ссылается в своём сочинении «Алфавитная синтагма» Матфей Властарь; Мануил Малакс в своей известной церковно-юридической компиляции Номоканон («Νομοκανών»), составленной в 1562 году и очень распространенной у греков в XVII—XVIII веках, приводит сочинение Иоанна.
Сочинение Иоанна Китрожского было использовано в старообрядческой полемике между поповцами и беспоповцами, например на него ссылался Ксенос Кабанов в «Окружном послании 1862 года»; на сочинение Иоанна Китрожского ссылается Арсений Уральский в книге «Истинность старообрядствующей иерархии противу возводимым на неё обвинений»  для опровержения обвинения в фальшивости мира у старообрядцев.